# Machigasta
Machigasta es una localidad del departamento Arauco, en el norte de la provincia de La Rioja, Argentina. Se encuentra en las últimas estribaciones de la Sierra de Velasco y actualmente está integrada al conglomerado urbano que incluye a la localidad de Aimogasta.

## Toponimia
Según algunos autores, el nombre Machigasta significa en lengua cacán "pueblo del machi" o "pueblo del chamán" (machi=chamán y gasta=pueblo).

## Características de la localidad
Es uno de los pueblos más antiguos del Departamento Arauco. Fue escenario de cruentas batallas entre indígenas y españoles durante la época de la conquista y las guerras calchaquíes.
Es famosa por las Ruinas de la Segunda Iglesia de Machigasta, que se encuentran a 7 km del centro de la ciudad de Aimogasta.
A pesar de su ubicación inmediata a la cabecera del departamento, la localidad cuenta con tres instituciones educativas, un centro de atención primaria en salud y un club deportivo.
En la localidad de Machigasta nació Severo Chumbita, uno de los líderes que acompañaron a los caudillos federales Ángel Vicente Chacho Peñaloza y a Felipe Varela en las luchas contra la hegemonía de Buenos Aires entre los años 1862 y 1868.

## Sismicidad
La sismicidad de la región de La Rioja es frecuente y de intensidad baja, y un silencio sísmico de terremotos medios a graves cada 30 años en áreas aleatorias.